# Conservatori e Riformisti
Conservatori e Riformisti (CoR) è stato un partito politico italiano di centro-destra nato nel 2015 per iniziativa di Raffaele Fitto e altri esponenti fuoriusciti da Forza Italia.
A livello europeo aderiva all'Alleanza dei Conservatori e dei Riformisti Europei e al Gruppo dei Conservatori e dei Riformisti Europei.
I valori che contraddistinguevano i Conservatori e Riformisti erano riconducibili ai conservatori britannici, con una marcata caratterizzazione liberista.

## Storia

### La fuoriuscita da Forza Italia e la fondazione di Conservatori e Riformisti
Il 19 maggio 2015 l'europarlamentare Raffaele Fitto, già da tempo in contrasto con i vertici di Forza Italia, decide di abbandonare il proprio partito ed il Gruppo del Partito Popolare Europeo al Parlamento europeo e di aderire al Gruppo dei Conservatori e dei Riformisti Europei. Il 3 giugno 2015 avviene il lancio ufficiale del partito Conservatori e Riformisti.
A inizio luglio anche l'europarlamentare Remo Sernagiotto aderisce al partito abbandonando il Gruppo PPE. Il 16 luglio 2015 è stato presentato il simbolo del nuovo partito, ispirato a quello dell'Alleanza dei Conservatori e dei Riformisti Europei.

### Elezioni regionali in Puglia del 2015
Alle regionali pugliesi del 31 maggio 2015 la lista Oltre con Fitto - Schittulli presidente ottiene il 9,3% dei voti e 4 seggi.

### Nascita dei gruppi parlamentari

#### Senato della Repubblica
Il 30 maggio 2015 al Senato della Repubblica si costituisce ufficialmente il gruppo parlamentare denominato "Conservatori, Riformisti Italiani" a cui aderiscono 12 senatori: 11 appartenenti a Forza Italia (di cui 10 provenienti dal gruppo di Forza Italia ed uno dal gruppo Grande Autonomie e Libertà) ed uno ai Popolari per l'Italia (proveniente dal gruppo Grandi Autonomie e Libertà).
Il 20 luglio 2015 i senatori Ciro Falanga ed Eva Longo, dopo meno di due mesi dalla loro adesione, abbandonano il gruppo per aderire ad Alleanza Liberalpopolare-Autonomie: gruppo parlamentare costituito da Denis Verdini.
L'8 settembre 2015 il gruppo assume la nuova denominazione di "Conservatori e Riformisti". Il 4 dicembre 2015 si costituisce il gruppo Conservatori e Riformisti nel Consiglio Regionale della Puglia, mentre anche in diversi comuni pugliesi si verificano adesioni di consiglieri comunali.
Il 20 novembre 2015 alla Camera dieci deputati di Forza Italia e il deputato del gruppo misto Massimo Enrico Corsaro (ex Fratelli d'Italia-AN), non avendo a disposizione 20 parlamentari necessari per costituire un gruppo parlamentare, danno vita alla componente interna al gruppo misto "Conservatori e Riformisti".
Successivamente anche i senatori Lionello Marco Pagnoncelli e Antonio Milo, rispettivamente il 29 gennaio 2016 ed il 29 aprile 2016, abbandonano il gruppo per aderire anch'essi ad Alleanza Liberalpopolare-Autonomie. Dopo questi ultimi due abbandoni, al fine di evitare lo scioglimento del gruppo parlamentare ormai ridotto ad otto senatori, vengono "prestati" dal gruppo Grandi Autonomie e Libertà i due senatori di IDEA Luigi Compagna e Andrea Augello, riportando così il gruppo alla soglia minima di dieci componenti.

#### Elezioni amministrative 2016 e referendum costituzionale
Alle elezioni amministrative del 2016 Conservatori e Riformisti partecipa a diverse elezioni, partecipando prevalentemente ad alleanze di centro (come a Torino, dove un candidato di CoR viene sostenuto da UDC, NCD, e altri; o come a Roma dove appoggia la candidatura di Marchini), e talvolta ad alleanze di centrodestra. A Brindisi il partito candida a sindaco la propria esponente Angela Carluccio, che vince al ballottaggio col 51,13%; mentre la lista di CoR ottiene il 6,20% ed elegge 5 consiglieri comunali. Per quanto riguarda gli altri comuni capoluogo, CoR ottiene un consigliere a Roma (eletto nella lista civica Alfio Marchini Sindaco); un consigliere a Torino (il proprio candidato sindaco); e due consiglieri a Bolzano (qui in un'alleanza di destra)
In autunno Conservatori e Riformisti si schiera apertamente per il "No" al Referendum costituzionale del 4 dicembre.

### La fondazione di «Direzione Italia»
Il 28 gennaio 2017 confluisce in Direzione Italia. Direzione Italia viene costituita e promossa, oltre che dai CoR di Fitto, da Pietrino Fois (Riformatori Sardi), Michele Iorio (Insieme per il Molise), Renzo Tondo (Autonomia Responsabile Friuli), Beppe Raffa (Presidente della Provincia di Reggio Calabria), Roberto Rosso, Luigi Muraca (Lamezia Unita), Enrico Musso (Liguria Libera). Il nome e il simbolo del nuovo partito sono stati votati dagli iscritti alla "Convenzione Blu" voluta da Fitto.